# Cantonul Saint-Dizier-Sud-Est
Cantonul Saint-Dizier-Sud-Est este un canton din arondismentul Saint-Dizier, departamentul Haute-Marne, regiunea Champagne-Ardenne, Franța.

## Comune
- Chamouilley
- Roches-sur-Marne
- Saint-Dizier (parțial, reședință)